# Châu Lăng
Châu Lăng là một xã thuộc huyện Tri Tôn, tỉnh An Giang, Việt Nam.

## Địa lý
Xã Châu Lăng nằm ở trung tâm huyện Tri Tôn, có vị trí địa lý:
- Phía đông giáp thị xã Tịnh Biên
- Phía tây giáp xã Lương Phi
- Phía nam giáp thị trấn Tri Tôn và xã Núi Tô
- Phía bắc giáp xã Lê Trì và thị xã Tịnh Biên.

Xã Châu Lăng có diện tích 32,57 km², dân số năm 2019 là 12.564 người, mật độ dân số là 386 người/km².

## Hành chính
Xã Châu Lăng được chia thành 9 ấp gồm: An Hòa, An Lộc, An Lợi, An Thuận, Bằng Rò, Cây Me, Phnôm Pi, Rò Leng, Tà On.

## Giao thông
Các tuyến đường chính: DT.948 và DT.955B.

## Lịch sử
- Quyết định 56-CP[4] ngày 11 tháng 3 năm 1977 của Hội đồng Chính phủ, hợp nhất huyện Tri Tôn và huyện Tịnh Biên thành một huyện lấy tên là huyện Bảy Núi, xã Châu Lăng thuộc huyện Bảy Núi.
- Quyết định 181-CP[5] ngày 25 tháng 4 năm 1979 của Hội đồng Chính phủ điều chỉnh địa giới và đổi tên một số xã và thị trấn huyện Bảy Núi thuộc tỉnh An Giang, xã Châu Lăng đổi tên thành xã An Lạc.
- Quyết định 300-CP[6] ngày 23 tháng 8 năm 1979 của Hội đồng Bộ trưởng chia chia huyện Bảy Núi thành hai huyện lấy tên là huyện Tri Tôn và huyện Tịnh Biên, xã An Lạc thuộc huyện Tri Tôn.
- Sau này, xã An Lạc được đổi tên lại thành xã Châu Lăng[cần dẫn nguồn].

## Ảnh
|  |  |